# Chelse Swain
Chelse Swain (* 25. Mai 1983 in Malibu, Kalifornien als Chelsea Elizabeth Ashley Swain) ist eine US-amerikanische Schauspielerin. Sie ist die Schwester der Schauspielerin Dominique Swain.

## Filmografie (Auswahl)
- 1999: The Virgin Suicides
- 2001: The Mangler 2
- 2001: Tart – Jet Set Kids (Tart)
- 2005: Tom’s Nu Heaven
- 2006: The Naked Ape
- 2007: Georgia Rule

### Gastauftritte
- 2002: Für alle Fälle Amy (Judging Amy, Folgen 3.13 und 3.22)
- 2008: The Shield – Gesetz der Gewalt (The Shield, Folge 7.06)